# Rana italica
Espèce
Synonymes
- Rana graeca italica Dubois, 1987 "1985"

Statut de conservation UICN

 LC  : Préoccupation mineure
Rana italica, la Grenouille italienne, est une espèce d'amphibiens de la famille des Ranidae.

## Répartition
Cette espèce est endémique de la péninsule italienne. Elle se rencontre du niveau de la mer jusqu'à 1 667 m d'altitude :
- à Saint-Marin ;
- en Italie péninsulaire.

## Étymologie
Cette espèce est nommée en référence au lieu de sa découverte, la péninsule italienne.

## Publication originale
- Dubois, 1987 "1985" : Notes sur les grenouilles brunes (groupe de Rana temporaria Linné, 1758). IV. Note préliminaire sur Rana graeca Boulenger, 1891. Alytes, Paris, vol. 4, p. 135-138.